# Метроидвания
Метроидвания (англ. Metroidvania; от Metroid + Castlevania) — жанр компьютерных игр, поджанр приключенческого боевика с набором элементов игровой механики и игровым процессом, сходным с сериями Metroid и Castlevania (начиная с Castlevania: Symphony of the Night). 
В играх в жанре «метроидвания», как правило, присутствует большой связный мир, доступный для исследования, хотя проходы к некоторым его частям перекрыты «дверями», «нехваткой информации» и другими барьерами, которые можно будет преодолеть, подобрав в другом месте мира подходящий инструмент или изучив способность. Сбор этих улучшений также поможет герою побеждать более сложных врагов, находить секретные места и проходы, а также с лёгкостью передвигаться по местам, где герой уже был. Сюжет и геймплей в метроидвании, как правило, искусно переплетены.
Большинство игр жанра — платформеры в боковом разрезе, хотя возможны и другие виды пространственного исполнения (Control, Hyper Light Drifter, Supraland). Жанр популяризован третьим-пятым поколением игровых приставок. Возрождение он получил в конце 2000-х годов, с укреплением независимой игровой сцены.

## История
Игра Metroid (1986), хотя и не была первой в своём роде, считается игрой, оказавшей на жанр метроидвания наибольшее влияние. Nintendo попыталась сделать нелинейную игру, стоящую особняком от игр своего времени, где игрок должен был возвращаться туда, где бывал, и получать постоянно действующие призы — в противовес классическим уровневым платформерам, где призы лишь временные. Серия стала популярной, и следующие игры (например, Super Metroid, 1994) усилили элемент открытия и исследования, заодно добавив сюжет.

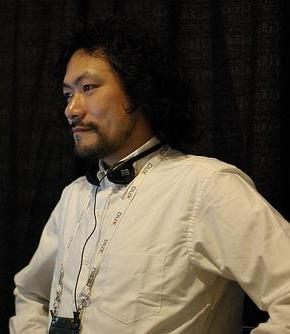
Кодзи Игараси считается человеком, определившим рамки жанра

В это время росла популярность серии Castlevania, в антураже готического ужаса. Первая была самым обычным платформером. В последующих играх — Vampire Killer (1986, MSX) и Castlevania II: Simon's Quest (1987, NES) экспериментировали с нелинейным квестовым геймплеем, но затем вернулись к обычному платформеру. Поставленный на серию около 1996 года ведущий геймдизайнер Кодзи Игараси пришёл к выводу: серия обслуживает фанатов, которые за два часа проходят игру, в то время как новичкам многие уровни не по зубам. К тому же усложнение разработки игр привело к их удорожанию, и игры стали конкурировать по цене с традиционными развлечениями наподобие кино. Чтобы растянуть игру и сделать её более приемлемой для начинающих, Игараси пришёл к идеям The Legend of Zelda, и сделал на этом фундаменте Castlevania: Symphony of the Night (1997, PlayStation): большой открытый мир; чтобы добраться до некоторых его частей, нужно отыскать ключи; героя можно улучшать, как в ролевых играх. Это нововведение оказалось популярным, и все новые игры серии стали выпускаться в этом формате. С выходом Super Metroid и Castlevania: Symphony of the Night и был очерчен жанр, который сейчас называется «метроидвания».
Обе серии продолжили развиваться в этом стиле. Концепция метроидвании стала приобретать новых поклонников, когда появились и другие разработчики. Cave Story (2004, Microsoft Windows), независимо разработанная Дайсукэ Амая игра, была кивком в сторону Metroid и других классических игр. Она была благосклонно воспринята и показала, на что способен разработчик-одиночка, за ней пошли и другие инди-игры жанра «двухмерный платформер». По признанию разработчиков Shadow Complex (2009, Xbox 360), «Super Metroid был вершиной дизайна двухмерных игр». Игра получила положительные отзывы и стала одним из бестселлеров в Xbox Live Arcade. Подобные игры и привели к тому, что появилось много метроидваний — как под издательским надзором, так и независимых.
Игараси утверждает, что не придумывал термин метроидвания, хотя он благодарен, что его увековечили как одного из создателей жанра. Хотя Игараси старался сделать игру ближе к Zelda, всё-таки Castlevania — платформер в боковом разрезе, и потому его чаще сравнивали с Metroid, поэтому, по-видимому, и появилось слово. Сам Игараси предпочитает название «игавания», видимо, потому, что разработчик из Konami не хочет упоминания Nintendo. Крайне редко используется похожее слово «кастельроид».

## Особенности геймплея

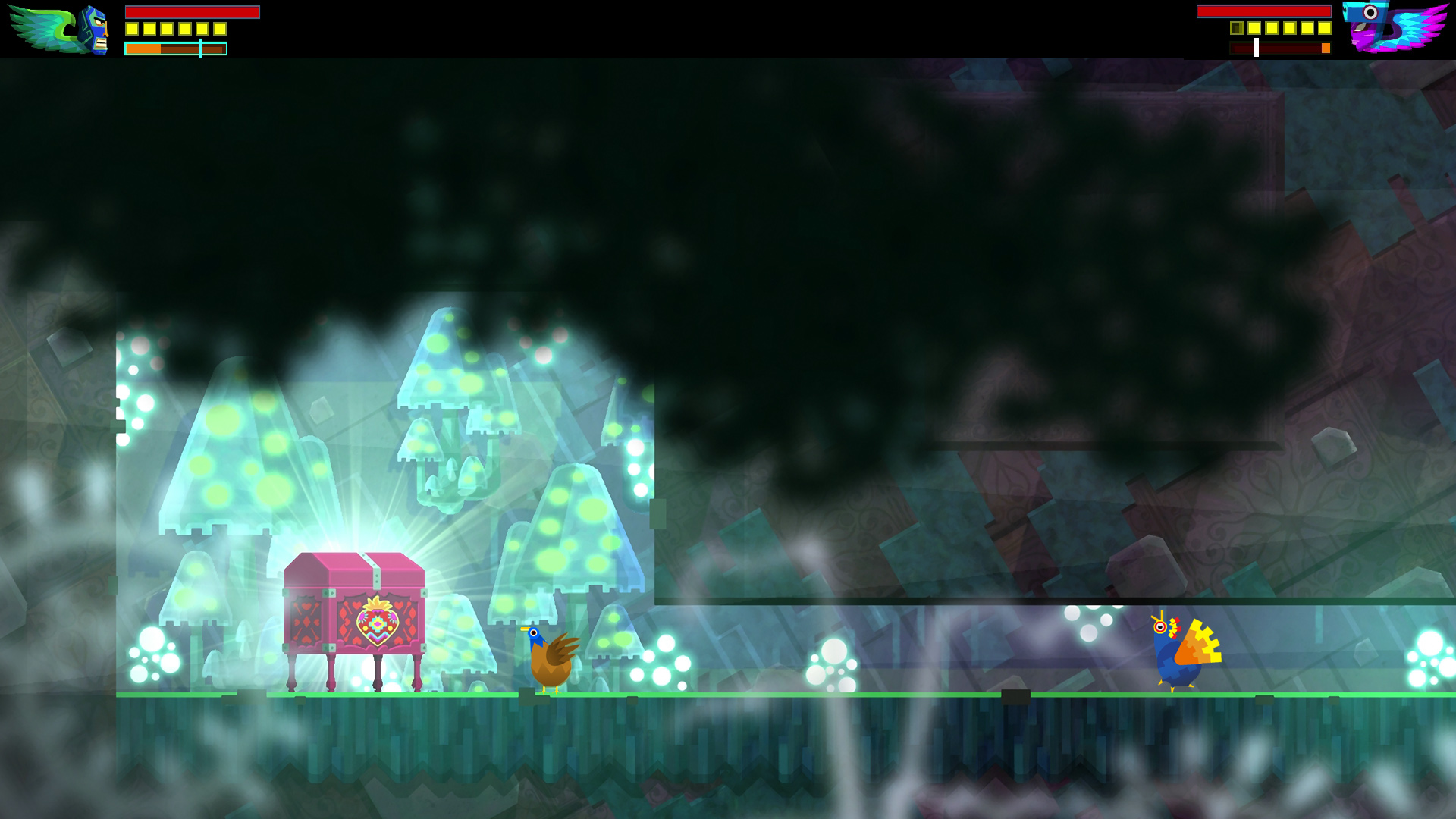
В Guacamelee! игрок получает способность временно превращаться в курицу, пробираться в узкие проходы и отыскивать секреты

Чаще всего метроидванией называют платформер с одним большим уровнем, иногда с отдельными «комнатами» или «секциями». Поначалу доступны не все области уровня, и нужно достать «ключ», «информацию», инструмент или способность, позволяющую преодолеть препятствие. Часто этот предмет охраняется персонажем-боссом, связывающим геймплей с сюжетом. Уровень нелинейный и часто требует несколько раз проходить один и тот же участок. Рядовые монстры, населяющие уровень, часто воскресают, когда игрок уходит, и дают очки жизни, боеприпасы или очки опыта.
В больших играх также есть точки сохранения и телепортация между разными участками уровня, исключающая утомительное хождение туда-сюда. Также с новыми способностями можно найти тоннели, позволяющие серьёзно срезать путь. Например, открывшийся двойной прыжок, прыжок от стен или превращение в небольшой предмет позволяет проходить сквозь места, ранее непроходимые. Так что игра сосредоточивается на исследовании большого игрового мира и развитии персонажа — поэтому жанр часто называют «приключенческими платформерами».
Обычно термин «метроидвания» ассоциируется с двухмерными играми с боковой прокруткой, где персонаж двигается вверх, вниз, влево и вправо по уровню. Обычно эти игры отрисовываются двухмерными средствами, хотя возможна и псевдотрёхмерность, когда изображение рисуется 3D-движком, но движение ограничено по двум осям (Shadow Complex). Другие жанры — хоть там может быть исследование и развитие персонажа — метроидванией не считаются. Например, трилогия Metroid Prime — шутер от первого лица, который базируется на тех же концепциях, что и Metroid. Dark Souls — трёхмерная Action/RPG, которая с натяжкой подходит на метроидванию: есть «мягкие замки́» в виде сложных боссов, которых тяжело победить поначалу и намного легче — со временем.
Игараси, которому и приписывается создание концепции жанра «метроидвания», в 2014 году описал, какие элементы делают метроидванию успешной.
- Дать игроку персонажа, которым легко и интересно управлять, и когда он получает новое оружие, способности и инструменты, игрок будет рад освоить новинки и поэкспериментировать с ними.
- Построить уровни, которые будут вести игрока по главному пути, но и поощрять исследование. Это можно сделать секретными местами, которым нужны новые способности, пока ещё не полученные. К тому же часть из этих способностей надо дать уже в самом начале, вместе с местами, где эти способности нужны — чтобы игрок видел, как его герой развивается.
- Обеспечить действующую навигацию по игровому миру. Это можно сделать надлежащим графическим оформлением уровней, заметными ориентирами в ключевых точках, картой игрового мира, дополнительными информационными экранами и возможностью быстро пробегать через пройденные участки.

## Анализ
Считается, что популярность метроидвании связана с простотой механики платформера и ощущением, что персонаж растёт по ходу игры. Многие разработчики метроидваний заявляют, что основной элемент — исследование: действуют исследовательские инстинкты человека, и игрокам даётся чувство открытия и контроля над персонажем. По мнению Дональда Мастарда, разработчика Shadow Complex, в хорошей метроидвании игроку даётся чувство «эврики»: поначалу обрыв слишком высок и на него не запрыгнешь, но когда получаешь способность, осознаёшь, что туда можно запрыгнуть.
С одной стороны, жанр «метроидвания» хорош для разработчика тем, что он может тесно связать устройство уровня с сюжетом, и, таким образом, построить интересный игровой мир. Правда, конструирование уровней осложняется тем, что трудности могут восприниматься как нечестные или неинтересные, и справиться с ними — знак успеха для разработчика.

## Примеры
- Axiom Verge[15]
- Dust: An Elysian Tail[16]
- Guacamelee![17]
- Ori and the Blind Forest[18]
- Hollow Knight
- Cave Story